# Kroksjön (Gräsmarks socken, Värmland)
Kroksjön är en sjö i Sunne kommun i Värmland och ingår i Göta älvs huvudavrinningsområde. Sjön har en area på 0,304 kvadratkilometer och ligger 212,6 meter över havet.

## Delavrinningsområde
Kroksjön ingår i det delavrinningsområde (666219-133607) som SMHI kallar för Mynnar i Rottnan. Medelhöjden är 254 meter över havet och ytan är 13,51 kvadratkilometer. Det finns inga avrinningsområden uppströms utan avrinningsområdet är högsta punkten. Vattendraget som avvattnar avrinningsområdet har biflödesordning 4, vilket innebär att vattnet flödar genom totalt 4 vattendrag innan det når havet efter 353 kilometer. Avrinningsområdet består mestadels av skog (84 procent). Avrinningsområdet har 1,14 kvadratkilometer vattenytor vilket ger det en sjöprocent på 3,4 procent.